# 羽翎卷云
羽翎卷云（学名：Cirrus vertebratus，缩写： Ci ve  )，是卷云的一个变种。汉语中“羽翎”的含义是鸟翼，拉丁语中“vertebratus”的含义则是“连接的”“铰接的”或“有脊骨的”。羽翎卷云通常以形似脊骨、肋骨或鱼骨的形态出现。羽翎卷云是卷云特有的变种（英語：variety）。